# Magnitude limite
En astronomie, la magnitude limite d'un instrument désigne la plus faible luminosité observable, dans une configuration instrumentale donnée et dans une bande spectrale donnée. La magnitude limite est directement influencée par tout ce qui compose l'ensemble télescope-instrument, et par sa manière de transmettre ou réfléchir la lumière.
On définit la magnitude limite d'un instrument comme fonction du temps de pose nécessaire pour atteindre un rapport signal sur bruit donné.
Par exemple, la magnitude limite de l'instrument interférométrique AMBER, installé sur le Very Large Telescope, au nord du Chili, est de 7 dans la bande infrarouge K (autour de 2,2 micromètres). Cela signifie que dans le mode habituel de fonctionnement de l'instrument (qui utilise des poses de 25 millisecondes) des objets ayant une luminosité plus faible qu'une magnitude de K = 7 ne sont donc pas observables avec cet instrument, dans cette configuration.
En comparaison, les magnitudes limites de l'instrument FORS1 utilisé en mode imagerie sont de 28 en bande B et 26 en bande I. Signifiant qu'il faut 1 h de pose sur des objets ayant cette luminosité pour obtenir un rapport signal sur bruit de 5.